# Oryza sativa
Oryza sativa, mest känt som asiatiskt ris, är en växtart som vanligtvis kallas ris. Oryza sativa är det spannmål som har det minsta genomet, det innehåller 12 kromosomer, 42000 gener och är 430 miljoner baspar stort.

## Systematik
Oryza sativa delas vanligtvis upp i två underarter, rundkornigt japonica och långkornigt indica. Olika varieteter av japonica odlas oftast på torra fält, i tempererade östra Asien, på höglandet i Sydostasien och på hög höjd i södra Asien, medan varieteter av indica främst odlas i vatten på låglandet, i tropiska Asien. Det finns en mängd färger av Oryza sativa, som vitt, brunt, svart, lila och rött ris.
En tredje rundkornig underart som växer i tropisk miljö identifierades utifrån morfologi och kallades inledningsvis för javanica, men är idag känd som tropisk japonica. Exempel på kultivarer av denna underart är Tinawon och Unoy som odlas på terrasser i bergsområden på ön Luzon i Filippinerna.
Men hjälp av isoenzymer identifierade Glaszmann (1987) sex huvudgrupper av O. sativa: japonica, aromatic, indica, aus, rayada och ashina.
Garris et al. (2004) gjorde en studie med enkla sekvensupprepningar vilket indikerade att O. sativa borde delas upp i fem huvudgrupper: temperad japonica, tropisk japonica och aromatic, vilket omfattar de olika japonica-varieteterna, medan indica och aus omfattar indica-varieteterna.